# Проценко Андрій Федорович
Андрі́й Фе́дорович Проце́нко (29 жовтня (11 листопада за новим стилем) 1902, Ніжин — 19 липня 1984, Київ) — український флейтист, педагог, заслужений артист УРСР (з 1946 року), професор (з 1954 року). Батько Людмили Проценко.

## Життєвий шлях

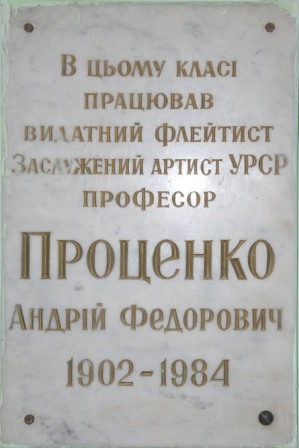
Меморіальна дошка Андрію Проценку в приміщенні Київської консерваторії.

1912 року почав навчатися на скрипці, 1918 року — на кларнеті, трубі, флейті. 1927 року закінчив Київську консерваторію по класу флейти (клас Олександра Химиченка). У 1924—1925 роках — артист Київського оперного театру на колесах, у 1926—1928 роках — артист оркестру Московського Малого театру, у 1928—1934 роках — артист Свердловського театру опери і балету, у 1934—1956 роках — соліст і концертмейстер групи флейт симфонічного оркестру Київського театру опери і балету імені Тараса Шевченка. Від 1926 року — викладач Київської музичної школи, від 1927 року — Свердловського музичного технікуму, від 1934 року — викладач Київської консерваторії імені П.I. Чайковського (від 1941 року — доцент, від 1954 року — професор).

## Творча праця
З іменем Андрія Проценка пов'язано формування київської флейтової школи. Він був ясравим представником виконавської музичної школи академічного напрямку. I водночас був одним із видних майстрів радянської оперно-симфонічної оркестрової культури. Вимогливий, чуттєвий і вимогливий виконавець, соліст високої культури. Для його виконавського напрямку характерна була велика внутрішня зконцентрованість, ритмічна дисципліна, прекрасне відчуття цільності мелодії та образу, художня завершеність фрази та майстере володіння як фразою так і динамікою. Флейтові соло у виконанні Проценка завжди звучали у вищій мірі виразно, закінчено, артистично.
Народний артист УРСР В. С. Тольба про Проценка говорив у спогадах, що для Проценка не існує деталей або елементів нотного тексту, якими можна знехтувати. Ювелірна шлівовка ніколи не змінювала цілістність форми та напрямок думки. З блискучою легкістю подвійного стаккато він виконував соло в Скерцо Мендельсона, «Політ джмеля» Римского-Корсакова. Звук флейти А. Ф. Проценко на рідкість цільний, круглий, чистий — без найменших призвуків, природний і рівний у всіх регістрах, живий, без зайвої вібрації, компакний за тембром з глибокою шкалою динамічних відтінків протягом всього діапазону.
Ім'я Проценка стало взірцем виконавської майстерності гри на флейті.

## Родовід
- Батько Проценко Федір Данилович (1866—1942)
- Мати Проценко Олександра Миколаївна (1872—1965), до шлюбу Усата[1]
- Дядько по матері (вуйко) Усатий Семен Миколайович (1875—1944) — перший професор електротехніки Росії, вчитель І. В. Курчатова та К. Д. Синельникова
- Брат Проценко Микола Федорович (1898—1966)[1]
- Брат Проценко Володимир Федорович (1899—1937)[1]
- Брат Сергій Федорович Проценко (1906—1937)[1]
- Дружина Клавдія Кузьмівна, народжена Демидова / Демиденко (1898—1970)
- Тесть Демидов Кузьма Прохорович (1868—1931)
- Теща Демидова Анастасія Андріївна, до шлюбу Кузьміна (1872—1946)
- Дочка Проценко Людмила Андріївна (1927—2000)

## Учні
За понад 50 років творчої і педагогічної праці Проценко виховав цілий ряд видатних виконавців флейтистів, лауреатів республіканських і всесоюзних конкурсів, педагогів, які працювали в різноманітних оркестрах світу та вели педагогічну діяльність. Серед них В.Антонов, Я.Верховинець, В.Пшеничний, В.Турбовський, М.Вайнтрауб Г.Гарбар, В.Федченко, С.Савченко, М.Войналович, А.Коган, Я.Басов, П.Шелудченко'.